# Coffee cake
La coffee cake è una torta statunitense consumata a colazione per accompagnare il caffè, il caffellatte o il tè. Il dolce presenta una consistenza tenera simile a quella della brioche, ha forma circolare, e ne esistono numerose varianti che possono contenere cannella, frutta secca, marmellata, formaggio dolce, o crema al burro al caffè.

## Storia
Nel corso del diciassettesimo secolo, gli abitanti del centro-nord Europa erano soliti bere il caffè, che da alcuni decenni era stato introdotto nel continente, mentre mangiavano delle torte dolci come il gugelhupf, che contenevano lievito, farina, frutta secca, e spezie dolci. A causa dei flussi migratori che partivano dalla Germania e dalla Scandinavia per arrivare nel Nord America, tali pietanze vennero esportate oltreoceano, ove assumeranno col tempo sempre più i connotati delle odierne coffee cake. Intanto, durante il diciottesimo secolo, i cuochi americani preparavano delle torte aromatizzate con il caffè per non sprecare la bevanda. Il termine coffee cake appare nell'opera teatrale The Gift del 1850 di Virginia De Wyze. Dopo la fine della prima guerra mondiale, grazie alle moderne tecniche di pastorizzazione, si diffuse la coffee cake con panna acida.